# Canton de Criquetot-l'Esneval
Pour les articles homonymes, voir Criquetot et Esneval.
Le canton de Criquetot-l'Esneval est une ancienne division administrative française située dans le département de la Seine-Maritime et la région Haute-Normandie.

## Géographie
Ce canton était organisé autour de Criquetot-l'Esneval dans l'arrondissement du Havre. Son altitude variait de 0 m (Bénouville) à 137 m (Gonneville-la-Mallet) pour une altitude moyenne de 104 m.

## Représentation

### Conseillers généraux de 1833 à 2015
- De 1833 à 1848, les cantons de Criquetot et de Goderville avaient le même conseiller général. Le nombre de conseillers généraux était limité à 30 par département.

| Période | Période          | Identité                           | Étiquette                  | Qualité |
| ------- | ---------------- | ---------------------------------- | -------------------------- | --- |
| 1833    | 1841 (décès)     | Pierre Manoury de Franqueville     |                            | Maire de Mélamare puis de Goderville Président de la société d'agriculture |
| 1842    | 1848             | Ludovic Vitet                      | Droite monarchiste         | Inspecteur des monuments historiques, membre de l'Académie Française Membre du Conseil d'État, député (1834-1848, 1849-1851, 1871-1873)                                              |
| 1848    | 1864             | Jean-Baptiste Fiquet               | Bonapartiste               | Propriétaire, ancien notaire, maire de Criquetot, ancien conseiller d'arrondissement                                                                                                 |
| 1864    | 1880 (démission) | François Aubry                     | Droite                     | Médecin, maire d'Anglesqueville |
| 1880    | 1892             | Aimé Dubois                        | Droite monarchiste         | Banquier, propriétaire, ancien maire de Fécamp Député (1876-1881) |
| 1892    | 1928             | Paul Fidelin (1848-1931)           | Républicain puis RG        | Docteur en médecine à Étretat |
| 1928    | 1931 (décès)     | André Collet                       |                            | Propriétaire à Sainte-Adresse Maire du Tilleul |
| 1931    | 1940             | Robert Fidelin (fils de P.Fidelin) | RG                         | Médecin à l'hospice de Rouen Propriétaire à Étretat |
|         |                  |                                    |                            | |
| 1945    | 1973             | Georges Chedru                     | Républicain social puis RI | Exploitant agricole Maire de Fongueusemare puis de Criquetot-l'Esneval Député (1966-1973) (suppléant d'André Bettencourt)                                                            |
| 1973    | 2011             | Charles Revet                      | RI puis UDF puis UMP       | Agriculteur Sénateur (1995-2019) Conseiller municipal et ancien Maire (1965-2001) de Turretot Président du Conseil Général de 1993 à 2004 Député (1978-1981, 1986-1988 et 1993-1995) |
| 2011    | 2015             | Bertrand Lefrançois                | DVD                        | Médecin généraliste Adjoint au Maire d'Étretat |

### Conseillers d'arrondissement (de 1833 à 1940)
| Période                                  | Période          | Identité                             | Étiquette                | Qualité |
| ---------------------------------------- | ---------------- | ------------------------------------ | ------------------------ | --- |
| 1833                                     | 1848             | Jean Baptiste Fiquet                 |                          | Notaire, maire de Criquetot                                                                                 |
| 1848                                     | 1853 (décès)     | M. Decaens                           |                          | Juge de paix à Criquetot, notaire honoraire au Havre                                                        |
| 1853                                     | 1864 (décès)     | Jacques-Guillaume Fauvel (1791-1864) |                          | Propriétaire, maire d'Étretat                                                                               |
| 1864                                     | 1884 (démission) | Charles Alfred Cécille               | Monarchiste              | Notaire à Criquetot                                                                                         |
| 1884                                     | 1899 (décès)     | Raoul Boucherot (1823-1899)          | Monarchiste              | Architecte, maire de Saint-Jouin (1882-1899)                                                                |
| 1899                                     | 1931             | Henri Acher                          | Républicain conservateur | Propriétaire à Criquetot                                                                                    |
| 1931                                     | 1940             | Léon Lebreton                        | Union nationale          | Maire de Criquetot                                                                                          |
| 1940                                     |                  |                                      |                          | Les conseils d'arrondissement ont été suspendus par la loi du 12 octobre 1940 et n'ont jamais été réactivés |
| Les données manquantes sont à compléter. |                  |                                      |                          | |

## Composition
Le canton de Criquetot-l'Esneval regroupait 21 communes et comptait 14 468 habitants (recensement de 1999 sans doubles comptes).
| Communes                 | Population (2012) | Code postal | Code Insee |
| ------------------------ | ----------------- | ----------- | ---------- |
| Angerville-l'Orcher      | 1 222             | 76280       | 76014      |
| Anglesqueville-l'Esneval | 473               | 76280       | 76017      |
| Beaurepaire              | 393               | 76280       | 76064      |
| Bénouville               | 128               | 76790       | 76079      |
| Bordeaux-Saint-Clair     | 566               | 76790       | 76117      |
| Criquetot-l'Esneval      | 2 149             | 76280       | 76196      |
| Cuverville               | 292               | 76280       | 76206      |
| Étretat                  | 1 615             | 76790       | 76254      |
| Fongueusemare            | 170               | 76280       | 76268      |
| Gonneville-la-Mallet     | 1 139             | 76280       | 76307      |
| Hermeville               | 372               | 76280       | 76357      |
| Heuqueville              | 585               | 76280       | 76361      |
| Pierrefiques             | 106               | 76280       | 76501      |
| La Poterie-Cap-d'Antifer | 316               | 76280       | 76508      |
| Saint-Jouin-Bruneval     | 1 576             | 76280       | 76595      |
| Saint-Martin-du-Bec      | 619               | 76133       | 76615      |
| Sainte-Marie-au-Bosc     | 213               | 76280       | 76609      |
| Le Tilleul               | 582               | 76790       | 76693      |
| Turretot                 | 1 315             | 76280       | 76716      |
| Vergetot                 | 349               | 76280       | 76734      |
| Villainville             | 288               | 76280       | 76741      |

## Démographie
| 1962  | 1968  | 1975  | 1982   | 1990   | 1999   | 2009 |
| ----- | ----- | ----- | ------ | ------ | ------ | ---- |
| 7 966 | 8 638 | 9 614 | 12 116 | 13 455 | 14 468 | -    |